# 包装廃棄物指令
包装廃棄物指令 (EUROPEAN PARLIAMENT AND
COUNCIL DIRECTIVE 94/62/EC of 20 December 1994 on packaging and packaging waste) は、1994年12月にEUで採択された指令である。加盟国に対して、市場に流通するすべての製品の包装材および包装廃棄物について、その発生を抑えるための措置をとること、および、それらの再利用を求めている。

## 概要
制定時点では全加盟国に2001年6月末までに以下の目標を達成することを求めていた (アイルランド、ギリシャおよびポルトガルは2008年6月末まで猶予)。
1. 容器包装廃棄物全体のリサイクル率を重量比で50%から60%とする
2. 材料リサイクル率を重量比で25%から45%とする
3. 容器包装材料ごとのリサイクル率を重量比で最低でも15%とする

2001年にはさらなるリサイクル率向上を目指して改正の審議が行われたものの、加盟国間での合意形成が難航し、2004年2月にようやく合意に至った。こうして制定された改正指令 2004/12/EC では、2008年末 (前述の3ヶ国は2011年末)までに以下の目標を達成することと定められた。
1. サーマルリサイクルを含む容器包装廃棄物全体のリサイクル率を重量比で最低60%とする
2. 材料リサイクル率を重量比で55%から80%とする
3. 容器包装材料ごとに、材料リサイクル率を重量比で下記の通りとする

- 廃ガラス：60%
- 古紙・段ボール：60%
- スチール：50%
- 廃プラスチック：22.5% (サーマルリサイクルを除き、材料リサイクルおよびケミカルリサイクルにて達成)
- 廃木材：15%

同年5月に新規加盟した10ヶ国については加盟交渉の時点で 94/62/EC の目標達成が求められていたが、ほとんどの国で達成困難だったことから期限が猶予されることになり、リサイクル率を以下の二段階で達成すればよいこととされた。
| 国名       | 第一段階 (94/62/EC相当) | 第一段階 (94/62/EC相当) | 第一段階 (94/62/EC相当) | 第一段階 (94/62/EC相当) | 第一段階 (94/62/EC相当) | 第一段階 (94/62/EC相当) | 第二段階 (2004/12/EC相当) |
| 国名       | 全体リサイクル率 50-60% | 材料リサイクル率 25-45% | ガラス 15%              | 紙 15%                  | 金属 15%                | プラスチック 15%        | 第二段階 (2004/12/EC相当) |
| キプロス   | 2005年末                | 2005年末                | 2004年5月               | 2005年末                | 2004年5月               | 2005年末                | 2012年                    |
| チェコ     | 2005年末                | 2004年5年               | 2004年5月               | 2004年5年               | 2004年5月               | 2005年末                | 2012年                    |
| エストニア | 2004年5月               | 2004年5月               | 2004年5月               | 2004年5月               | 2004年5月               | 2004年5月               | 2012年                    |
| ハンガリー | 2005年末                | 2004年5月               | 2004年末                | 2004年5月               | 2004年5月               | 2005年末                | 2012年                    |
| ラトビア   | 2007年末                | 2004年5月               | 2004年5月               | 2004年5月               | 2004年5月               | 2007年末                | 2015年                    |
| リトアニア | 2006年末                | 2004年末                | 2004年5月               | 2004年5月               | 2005年末                | 2004年末                | 2012年                    |
| マルタ     | 2009年末                | 2005年末                | 2004年5月               | 2004年5月               | 2004年5月               | 2009年末                | 2013年                    |
| ポーランド | 2007年末                | 2004年5月               | 2004年5月               | 2004年5月               | 2005年末                | 2005年末                | 2014年                    |
| スロバキア | 2007年末                | 2004年5月               | 2004年5月               | 2004年5月               | 2007年末                | 2004年5月               | 2012年                    |
| スロベニア | 2007年末                | 2004年5月               | 2004年5月               | 2004年5月               | 2004年5月               | 2007年末                | 2012年                    |